# Валкский уезд
Валкский уезд (латыш. Valkas apriņķis; нем. Walksche Kreis) — административная единица Лифляндской губернии Российской империи, затем Латвийской республики, существовавшая в 1745—1949 годах. Центр — город Валк (Валка).

## История
Уезд образован в 1745 году в составе Рижской губернии. В 1796 году после преобразования Рижского наместничества Валкский уезд вошёл в состав Лифляндской губернии. После провозглашения независимости Латвии и Эстонии, основная часть Валкского уезда вошла в состав Латвии, а небольшая территория на севере уезда, включая бо́льшую часть уездного города — в состав Эстонии, где был образован Валгаский уезд, расширенный за счёт соседних уездов.
После присоединения Латвии к СССР Валкский уезд существовал до 1949 года, когда был расформирован с введением в Латвийской ССР районного деления.

## Население
По переписи 1897 года население уезда составляло 120 585 человек, в том числе в Валке — 10 922 жит.

### Национальный состав
Национальный состав по переписи 1897 года:
- латыши — 106 016 чел. (87,9 %),
- эстонцы — 8714 чел. (7,2 %),
- немцы — 2536 чел. (2,1 %),
- русские — 1592 чел. (1,3 %),
- евреи — 1295 чел. (1,1 %),

## Административное деление
В 1913 году в уезде было 47 волостей: 
| - Адзельская — им. зам. Адзель, - Адленская — ус. Адлен, - Альсвигская — ус. Альсвиг, - Анненская — ус. Анненгоф, - Беллавская — ус. Кортенгоф, - Билькенская — ус. Паузуль, - Блуменская — мыза Блуменгоф, - Вицемская — ус. Итзем, - Валкская — ус. Врангельская, - Голговская — ус. Голговский, - Гольдбекская — ус. Гольдбек, - Друвенская — мыза Друвен, - Дуренская — ус. Дуренгоф, - Ерценская — ус. Ене, - Зельтинская — ус. Зельтин, - Земерская — ус. Земерсгоф, - Зиноленская — ус. Зинолен, - Ильзенская — ус. Ильзен, - Кальнемойзеская — ус. Ново-Кальнемойзе, - Каркельское — ус. Леяс-Пллед, - Лайценская-Старо — ус. Старо-Лейцен, - Ласбергская — мыза Фианден, - Лейская — пос. Лагоф, - Леллугажская — ус. Унтин, | - Лизумская — мыза Лизон, - Литтенская — мыза Литтин, - Лугажская — ус. Силмуринск, - Малупская — ус. Малуп, - Мариенбургская — мыза зам. Мариенбург, - Мереская — ус. Мергоф, - Ново-Валекская — ус. Ново-Сакенгоф, - Ново-Гульбенская — ус. Ново-Шванебург, - Ново-Лайценская — ус. Ново-Лайцен, - Омельнская — ус. Гомельн, - Пальцмарская — мыза Пальцмар, - Педдельская — мыза Педдель, - Планская — ус. Саркан, - Раузенская — мыза Раузенгоф, - Свартская — мыза Адзель-Шварценгоф, - Сарбигальская — мыза Пальцмар, - Смильтенская — им. зам. Смильтен, - Соорская — ус. Сонья-Велем, - Стомерская — ус. Стомерзе, - Тирзенская — им. зам. Тирзен, - Трикатенская — им. зам. Трикатен, - Эвельская — ус. Павулен, - Эрмеская — ус. Паугур-Жегур. |